# 패트릭 맥도널드
패트릭 "팻" 맥도널드(Patrick "Pat" McDonald, 1878년 7월 29일 ~ 1954년 5월 16일)은 아일랜드 출신 미국의 육상 선수로 여러 던지기 종목에서 활약하였다.
아일랜드 클래어주의 둔베아그에서 태어난 맥도널드는 아일랜드계 미국인 육상 클럽과 뉴욕 경찰국에 소속되어 있었으며, 수많은 세월 동안에 교통 순경으로 일하였다.
1912년 스톡홀름 올림픽에서 포환던지기 금메달을 획득하였다. 또한 이 대회에서만 열린 양손 포환던지기에도 나간 그는 정식 종목에서 자신에게 밀려 2위를 한 랠프 로즈에게 밀려 2위를 하였다.
8년 후, 안트베르펜 올림픽에 돌아온 맥도널드는 이 대회에서 마지막 종목이 된 56lb 던지기에서 우승을 하였다.
75세의 나이로 사망하여 뉴욕주 호손의 천국의 문 묘지에 안장되었다.
2012년 국립 육상 명예의 전당에 헌액되었다.